# Forum Novum (vicus)
Forum Novum era un vicus romano situato all'altezza del miglio X della via Traiana. La sua esatta localizzazione è ignota, ma è presumibile che il vicus sorgesse su un ampio pianoro tra le contrade Sant'Arcangelo e Forno Nuovo nell'odierna provincia di Benevento, verosimilmente entro l'attuale tenimento di Paduli e non lontano dal confine con il territorio comunale di Sant'Arcangelo Trimonte.
Negli antichi itineraria Forum Novum costituiva la prima mutatio (luogo di cambio dei cavalli) dopo Beneventum e prima della mansio (luogo di pernottamento) di Aequum Tuticum. La floridezza dell'insediamento dovette dipendere strettamente dai traffici percorrenti la via Traiana; quando quest'ultima fu abbandonata, Forum Novum decadde rapidamente. In effetti nel XII secolo l'antico vicus era ormai ridotto a un semplice feudo in possesso di un tale Raho de Furrio Novo.
L'area archeologica del vicus di Forum Novum è inclusa nel sito "Via Appia. Regina Viarum", patrimonio dell'umanità UNESCO, in quanto parte del tratto denominato "L'Appia Traiana da Beneventum a Aequum Tuticum".